# جيمس جينينغز
جيمس جينينغز (بالإنجليزية: James Jennings)‏ (2 سبتمبر 1987 في المملكة المتحدة - ) هو لاعب كرة قدم بريطاني في مركز الدفاع. لعب مع فوريست غرين وكامبريدج يونايتد وماكليسفيلد تاون ونادي كيترينغ تاون ونادي مانسفيلد تاون ونادي ألترينتشام.

## وصلات خارجية
- جيمس جينينغز على موقع قاعدة بيانات كرة القدم.إي يو (الإنجليزية)
- جيمس جينينغز على موقع Soccerbase.com (لاعب) (الإنجليزية)
- جيمس جينينغز على موقع Soccerway.com (الإنجليزية)